# تازه‌آباد (عباس‌آباد)
تازه‌آباد روستایی از توابع بخش سلمانشهر شهرستان عباس‌آباد در استان مازندران ایران است.

## جمعیت
این روستا در بخش سلمانشهر قرار دارد و براساس سرشماری مرکز آمار ایران در سال ۱۳۸۵، جمعیت آن ۱۳۶۰ نفر (۳۷۷خانوار بوده‌است). مردم تازه آباد از قومیت طبری هستند مردم تازه آباد به زبان طبری (مازندرانی) سخن می‌گویند.
این روستا در قسمت غربی و متصل به شهرسلمانشهر (متل قو) قراردارد تازه‌آباد ۱٬۳۶۰ نفر جمعیت دارد. درکنار جاده اصلی تنکابن به چالوس قراردارد واز شمال وصل به جاده اصلی و دریای خزر از شرق به شهر سلمانشهر واز غرب به روستا سلامت سرا و اسبچین از جنوب به روستا کراتکوتی متصل است این روستا دارای دوبخش شهری و روستای می‌باشد قسمت شمالی این روستا در محدوده شهرداری سلمانشهر است ودارای خدمات شهری است وقسمت جنوبی آن دارای دهیاری و شورای روستای است ودارای خدمات روستای می‌باشد گلزار شهدا و قبرستان شهر سلمانشهر در قسمت شرقی این روستا ودرکنار جاده اصلی تنکابن به چالوس قرار دارد و رودخانه خرک ابرود از این روستا عبور می‌کند.